# Meiko
Meiko är en sjö i kommunen Kyrkslätt i landskapet Nyland i Finland. Sjön ligger 42,9 meter över havet. Den är 9,45 meter djup. Arean är 1,06 kvadratkilometer och strandlinjen är 9,36 kilometer lång. Sjön  ingår i Finska vikens kustområde.   Den ligger omkring 32 km väster om Helsingfors och några kilometer nordväst om Kyrkslätt. Sjön ligger i naturskyddsområde och vildmarken invid Meiko erbjuder vandringsmöjligheter, vilket kommunen marknadsför på sin webbplats.
Norr om Meiko ligger Talimossen, söder om Meiko ligger Vitträsk och nordöst om Meiko ligger Korsolampi.